# Magnat-l'Étrange
Magnat-l'Étrange est une commune française située dans le département de la Creuse, en région Nouvelle-Aquitaine.

## Géographie

### Description

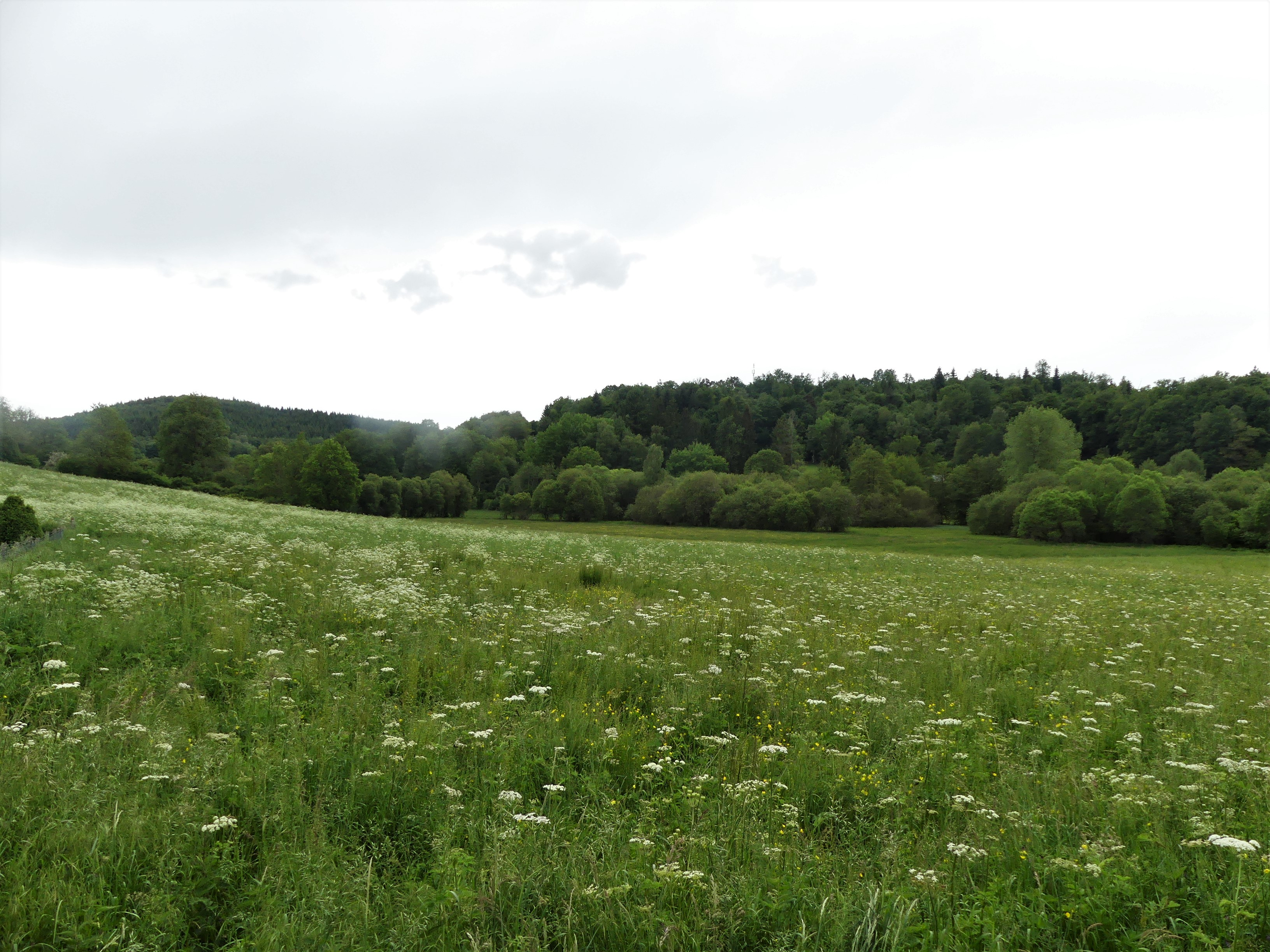
Paysage à proximité du bourg de Magnat-l'Étrange.

Incluse dans le parc naturel régional de Millevaches en Limousin, dans le quart sud-est du département de la Creuse, sur la frange du plateau de Millevaches située à l'est de la vallée de la Creuse, la commune de Magnat-l'Étrange s'étend sur 25,87 km2.
À l'intersection des routes départementales (RD) 18, 25, 32 et 90, le bourg de Magnat-l'Étrange est situé, en distances orthodromiques, dix-neuf kilomètres au sud-sud-est d'Aubusson, la sous-préfecture.
Le territoire communal est également desservi par les RD 23, 28 et 31.

### Communes limitrophes
Les communes limitrophes sont  Beissat, Clairavaux, La Courtine, Malleret, Poussanges, Saint-Agnant-près-Crocq et Saint-Georges-Nigremont.
|                         | Saint-Georges-Nigremont |                         |
| Poussanges              | Magnat-l'Étrange        | Saint-Agnant-près-Crocq |
| Clairavaux, La Courtine | Beissat                 | Malleret                |

### Géologie et relief
La géographie de la commune est représentative de celle du sud du département : région de collines dont l'altitude est de l'ordre de 700 à 800 mètres, avec une proportion importante de surfaces boisées.
L'altitude minimale avec 636 mètres se trouve localisée à l'extrême nord, à proximité du château du Bost, là où la Rozeille quitte la commune et entre sur celle de Saint-Georges-Nigremont. L'altitude maximale avec 867 ou 868 mètres est située dans le sud-ouest, au Puy du Bois du Suc.

### Hydrographie
La commune est drainée par la Rozeille et plusieurs de ses affluents.
Le barrage de la Beissat est un ouvrage hydraulique de rétention des eaux de la Roseille, construit en 1983, retient un volume d'eau de 1 500 milliers de m³ sur une surface de 21 hectares.
La Roseille est un affluent de la Creuse et donc un sous-affluent de la Loire par la Vienne.

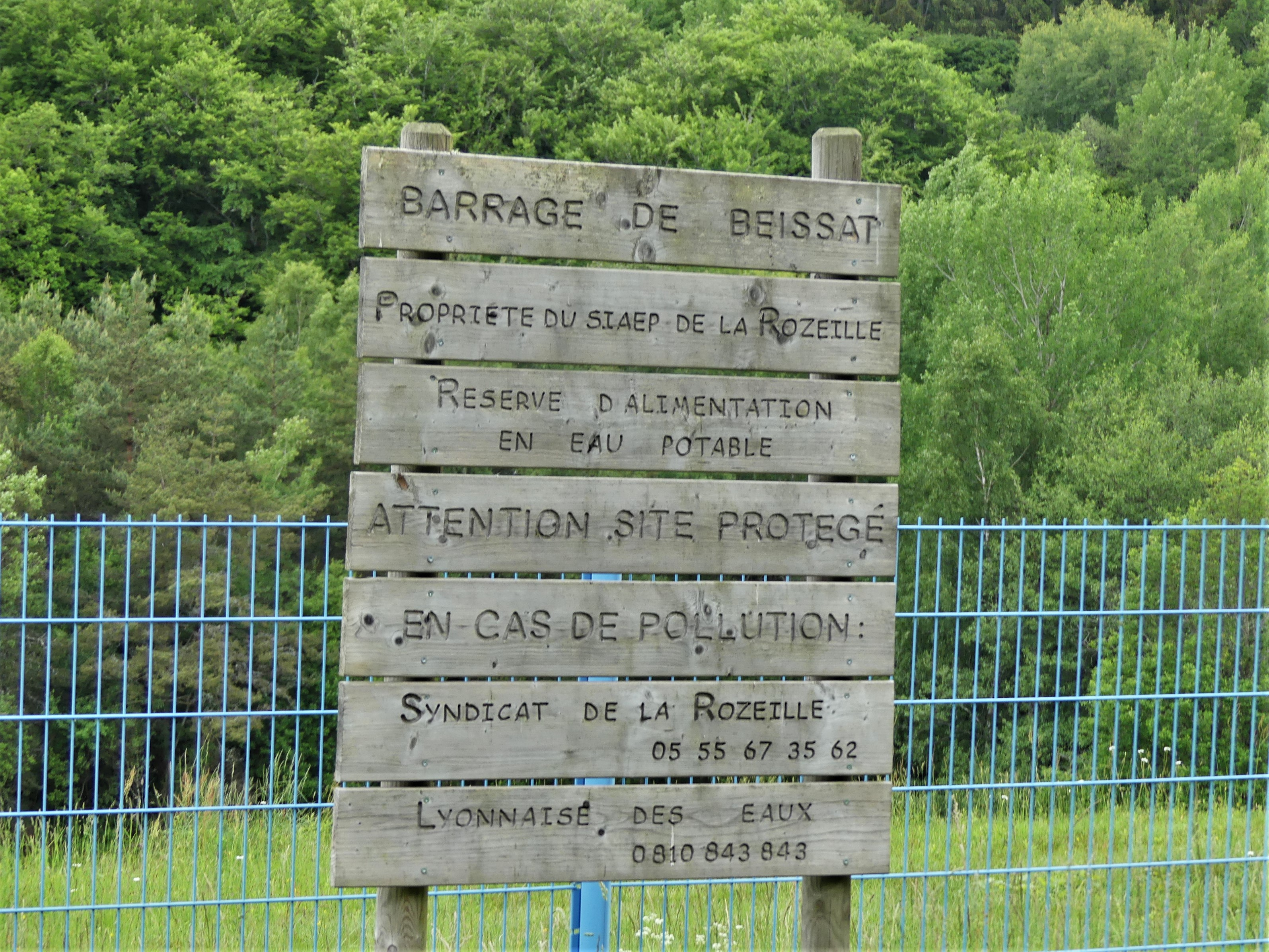
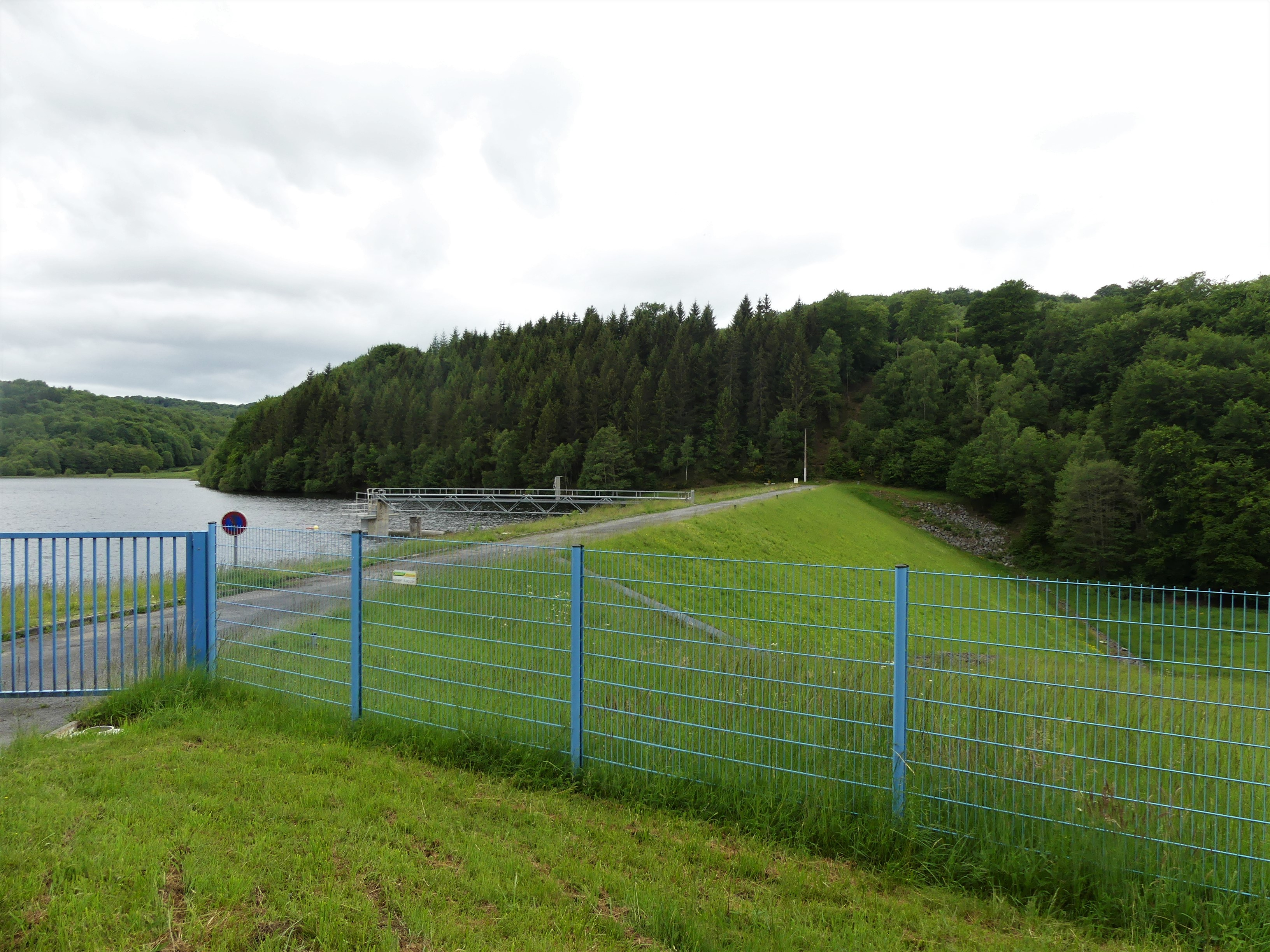
Le barrage.
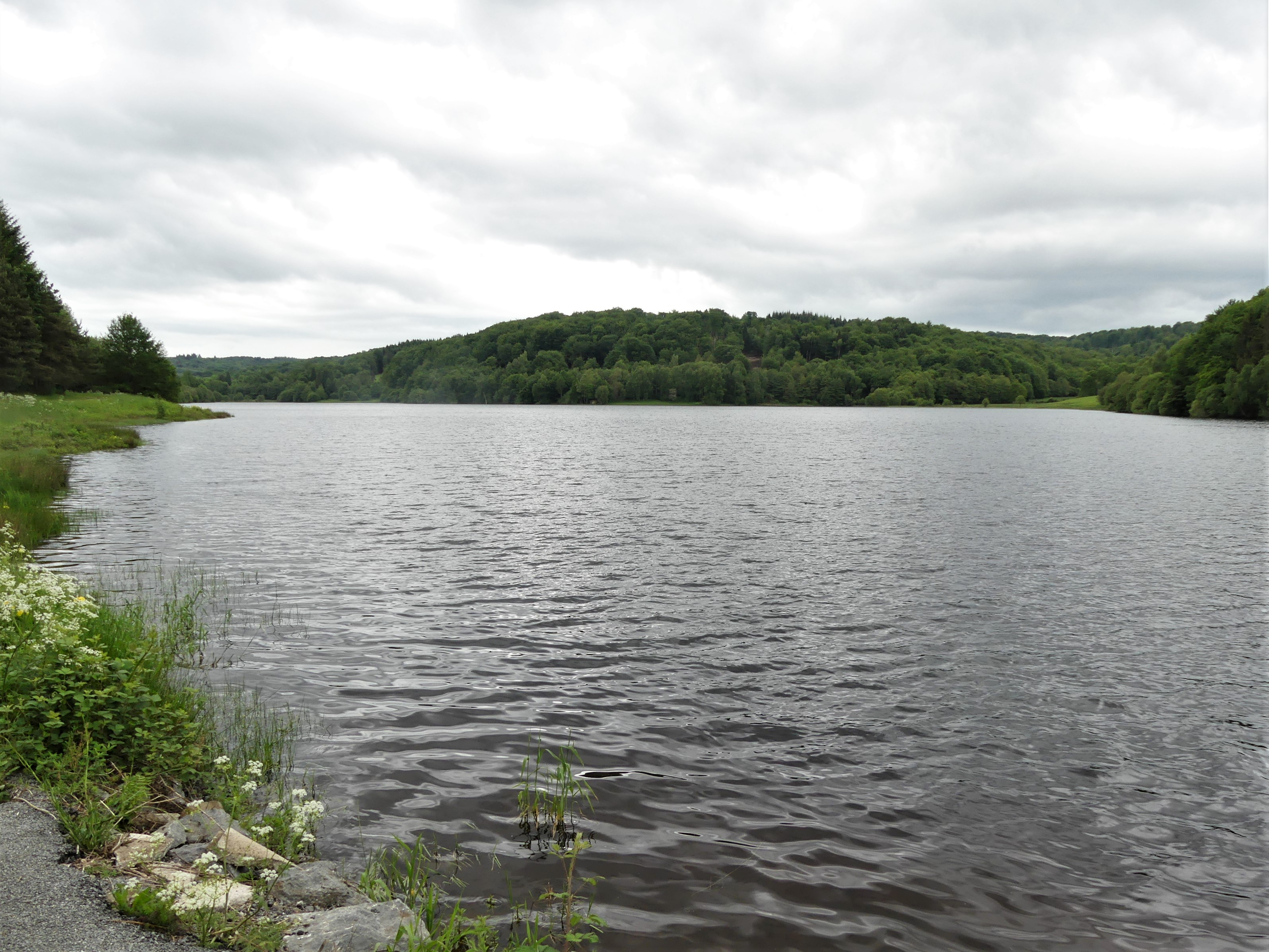
La retenue du barrage.
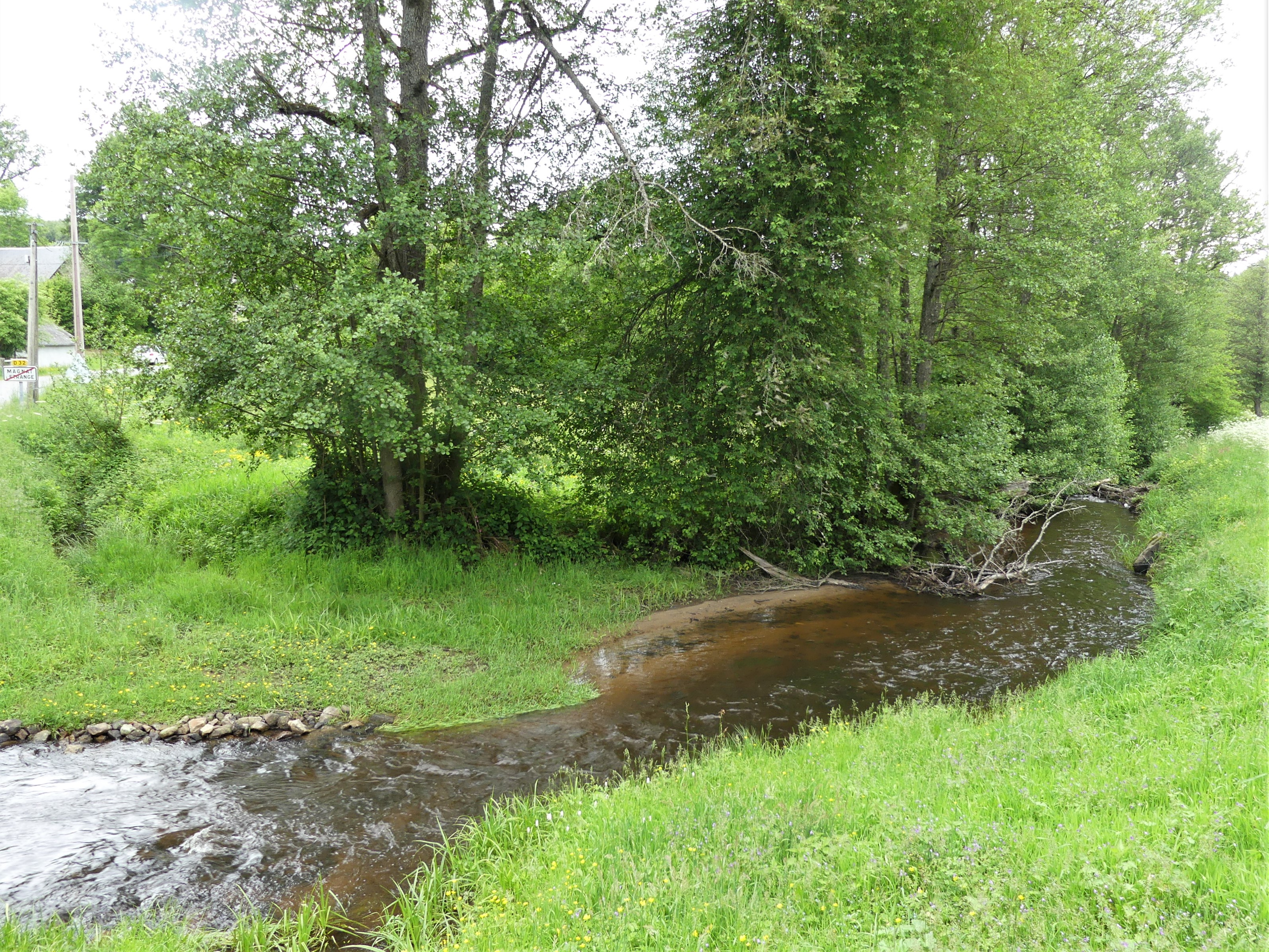
La Roseille en aval  du pont de la route départementale 90.

### Climat
Pour des articles plus généraux, voir Climat de la Nouvelle-Aquitaine et Climat de la Creuse.
Historiquement, la commune est exposée à un climat montagnard.  
En 2020, Météo-France publie une typologie des climats de la France métropolitaine dans laquelle la commune est exposée à un climat de montagne et est dans la région climatique Ouest et nord-ouest du Massif Central, caractérisée par une pluviométrie annuelle de 900 à 1 500 mm, maximale en automne et en hiver.
Pour la période 1971-2000, la température annuelle moyenne est de 9,2 °C, avec  une amplitude thermique annuelle de 15 °C. Le cumul annuel moyen de précipitations est de 1 115 mm, avec 13,1 jours de précipitations en janvier et 8,1 jours en juillet. Pour la période 1991-2020, la température moyenne annuelle observée sur la station météorologique la plus proche, située sur la commune de La Courtine à 10,49 km à vol d'oiseau, est de 9,3 °C et le cumul annuel moyen de précipitations est de 1 092,6 mm,. Pour l'avenir, les paramètres climatiques de la commune estimés pour 2050 selon différents scénarios d’émission de gaz à effet de serre sont consultables sur un site dédié publié par Météo-France en novembre 2022.

## Urbanisme

### Typologie
Au 1er janvier 2024, Magnat-l'Étrange est catégorisée commune rurale à habitat très dispersé, selon la nouvelle grille communale de densité à 7 niveaux définie par l'Insee en 2022.
Elle est située hors unité urbaine et hors attraction des villes,.

### Occupation des sols

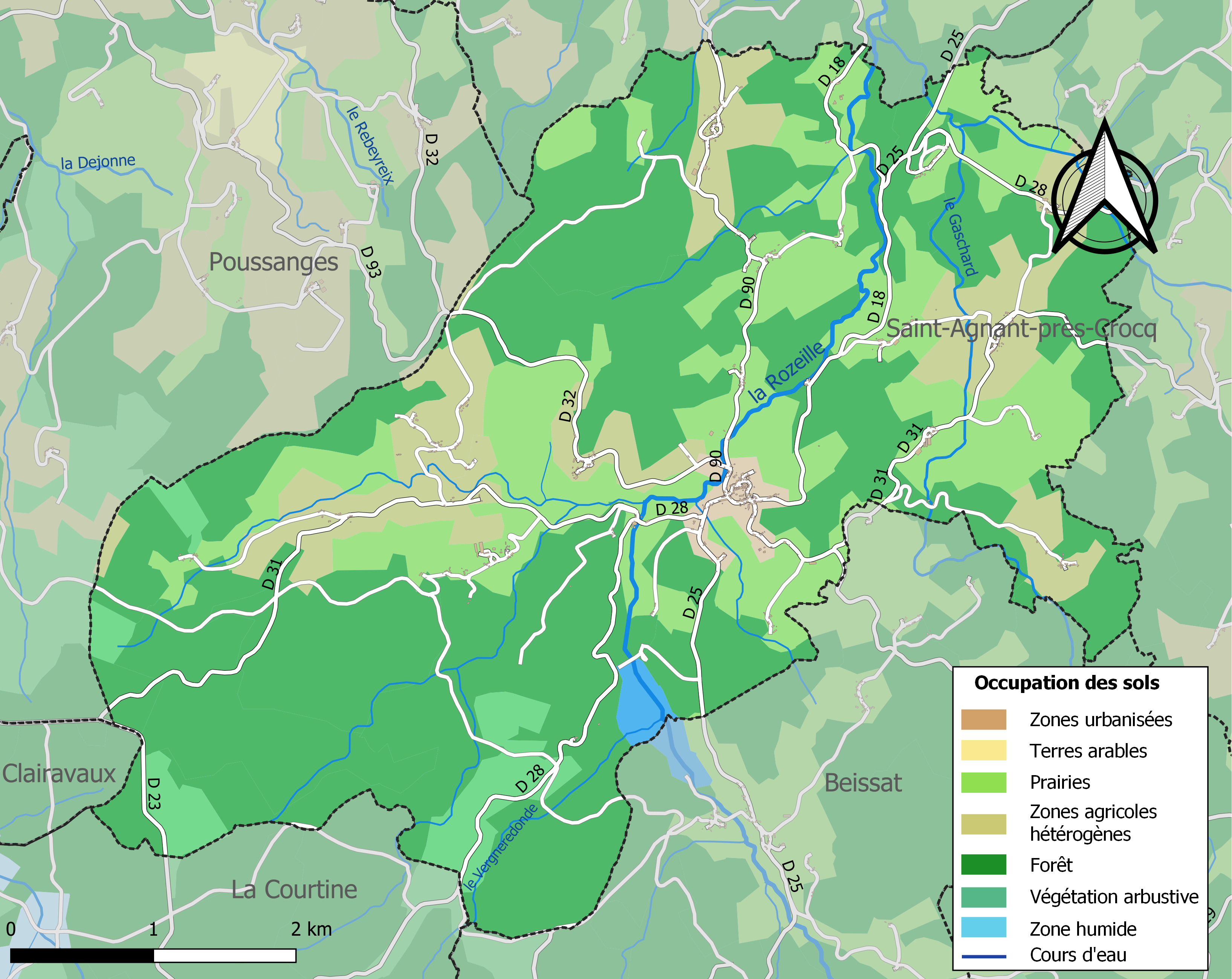
Carte des infrastructures et de l'occupation des sols de la commune en 2018 (CLC).

L'occupation des sols de la commune, telle qu'elle ressort de la base de données européenne d’occupation biophysique des sols Corine Land Cover (CLC), est marquée par l'importance des forêts et milieux semi-naturels (61,5 % en 2018), une proportion sensiblement équivalente à celle de 1990 (61,1 %). La répartition détaillée en 2018 est la suivante : 
forêts (57,6 %), prairies (23,7 %), zones agricoles hétérogènes (12,9 %), milieux à végétation arbustive et/ou herbacée (3,9 %), zones urbanisées (1,2 %), eaux continentales (0,7 %). L'évolution de l’occupation des sols de la commune et de ses infrastructures peut être observée sur les différentes représentations cartographiques du territoire : la carte de Cassini (XVIIIe siècle), la carte d'état-major (1820-1866) et les cartes ou photos aériennes de l'IGN pour la période actuelle (1950 à aujourd'hui).

### Morphologie urbaine
La configuration du village de Magnat, conservée jusqu'à nos jours, est caractéristique de celle d'un village médiéval : situé sur les flancs d'une petite butte, en surplomb de la Rozeille, le village est dominé par un château (de taille modeste et remanié au XIXe siècle) auquel l'église, qui pourrait dater du Xe ou XIe siècle, est attenante.

### Habitat et logement
En 2013 et 2018, le nombre total de logements dans la commune était de 264, alors qu'il était de 261 en 2008.
Parmi ces logements, 46 % étaient des résidences principales, 43,3 % des résidences secondaires et 10,6 % des logements vacants. Ces logements étaient pour 97,7 % d'entre eux des maisons individuelles et pour 1,5 % des appartements.
Le tableau ci-dessous présente la typologie des logements à Magnat-l'Étrange en 2018 en comparaison avec celle de la Creuse et de la France entière. Une caractéristique marquante du parc de logements est ainsi une proportion de résidences secondaires et logements occasionnels (43,3 %), très supérieure à celle du département (19,8 %) et à celle de la France entière (9,7 %). Concernant le statut d'occupation de ces logements, 86,7 % des habitants de la commune sont propriétaires de leur logement (86,1 % en 2013), contre 72,5 % pour la Creuse et 57,5 % pour la France entière.
| Typologie                                               | Magnat-l'Étrange | Creuse | France entière |
| ------------------------------------------------------- | ---------------- | ------ | -------------- |
| Résidences principales (en %)                           | 46               | 64,8   | 82,1           |
| Résidences secondaires et logements occasionnels (en %) | 43,3             | 19,8   | 9,7            |
| Logements vacants (en %)                                | 10,6             | 15,5   | 8,2            |

### Risques naturels et technologiques
Le territoire de la commune de Magnat-l'Étrange est vulnérable à différents aléas naturels : météorologiques (tempête, orage, neige, grand froid, canicule ou sécheresse) et séisme (sismicité faible). Il est également exposé à un risque technologique, la rupture d'un barrage, et à un risque particulier : le risque de radon. Un site publié par le BRGM permet d'évaluer simplement et rapidement les risques d'un bien localisé soit par son adresse soit par le numéro de sa parcelle.

#### Risques naturels

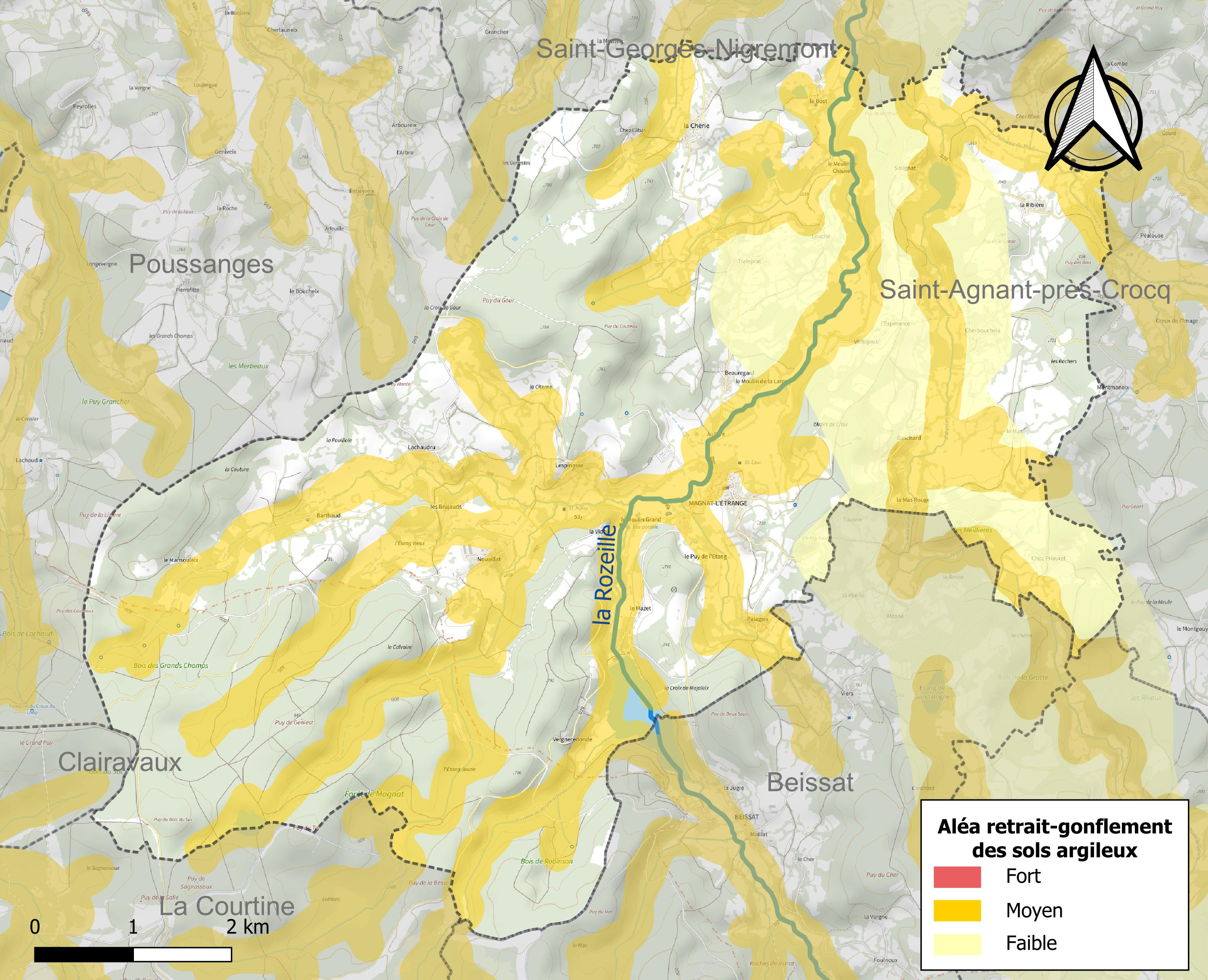
Carte des zones d'aléa retrait-gonflement des sols argileux de Magnat-l'Étrange.

Le retrait-gonflement des sols argileux est susceptible d'engendrer des dommages importants aux bâtiments en cas d’alternance de périodes de sécheresse et de pluie. 39,4 % de la superficie communale est en aléa moyen ou fort (33,6 % au niveau départemental et 48,5 % au niveau national). Sur les 264 bâtiments dénombrés sur la commune en 2019, 92 sont en aléa moyen ou fort, soit 35 %, à comparer aux 25 % au niveau départemental et 54 % au niveau national. Une cartographie de l'exposition du territoire national au retrait gonflement des sols argileux est disponible sur le site du BRGM,.
Par ailleurs, afin de mieux appréhender le risque d’affaissement de terrain, l'inventaire national des cavités souterraines permet de localiser celles situées sur la commune.
La commune a été reconnue en état de catastrophe naturelle au titre des dommages causés par les inondations et coulées de boue survenues en 1982 et 1999. Concernant les mouvements de terrains, la commune a été reconnue en état de catastrophe naturelle au titre des dommages causés par des mouvements de terrain en 1999.

#### Risques technologiques
La commune est en outre située en aval du  barrage de Confolent, un ouvrage sur la Creuse de classe A soumis à PPI, disposant d'une retenue de 4,7 millions de mètres cubes. À ce titre elle est susceptible d’être touchée par l’onde de submersion consécutive à la rupture de cet ouvrage.

#### Risque particulier
Dans plusieurs parties du territoire national, le radon, accumulé dans certains logements ou autres locaux, peut constituer une source significative d’exposition de la population aux rayonnements ionisants. Certaines communes du département sont concernées par le risque radon à un niveau plus ou moins élevé. Selon la classification de 2018, la commune de Magnat-l'Étrange est classée en zone 3, à savoir zone à potentiel radon significatif.

## Toponymie

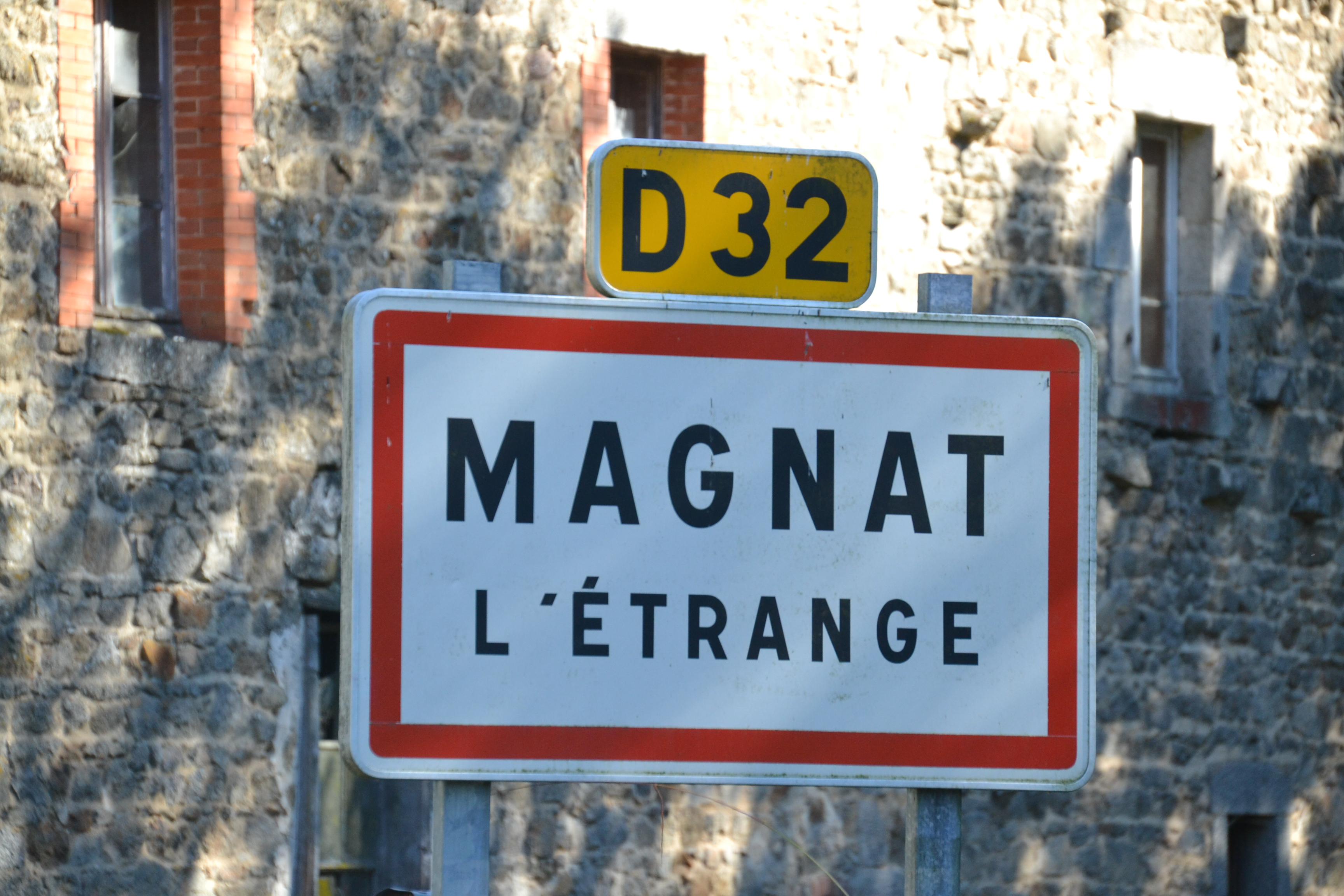
Panneau d'entrée dans le bourg.

Le nom de la commune vient des noms des deux familles qui y régnèrent : les Magnat et les de Lestrange.
En occitan, la commune porte le nom de Manhac.

## Histoire
L'existence d'un habitat sur le site du village de Magnat ainsi que des hameaux qui l'environnent est sans doute très ancienne, et peut remonter au Néolithique. Un prieuré a été érigé sur le territoire communal au VIIIe siècle. Plusieurs fois démoli puis reconstruit, il a définitivement été détruit à la Révolution française.
Sans épisode notable, l'histoire de Magnat a essentiellement été marquée, dans les deux derniers siècles, par la diminution importante de sa population, liée à l'exode rural du tournant des XIXe et XXe siècles ainsi qu'au solde naturel négatif qui a caractérisé la démographie du département dans la deuxième moitié du XXe siècle.

Magnat-l'Étrange au tout début du XXe siècle
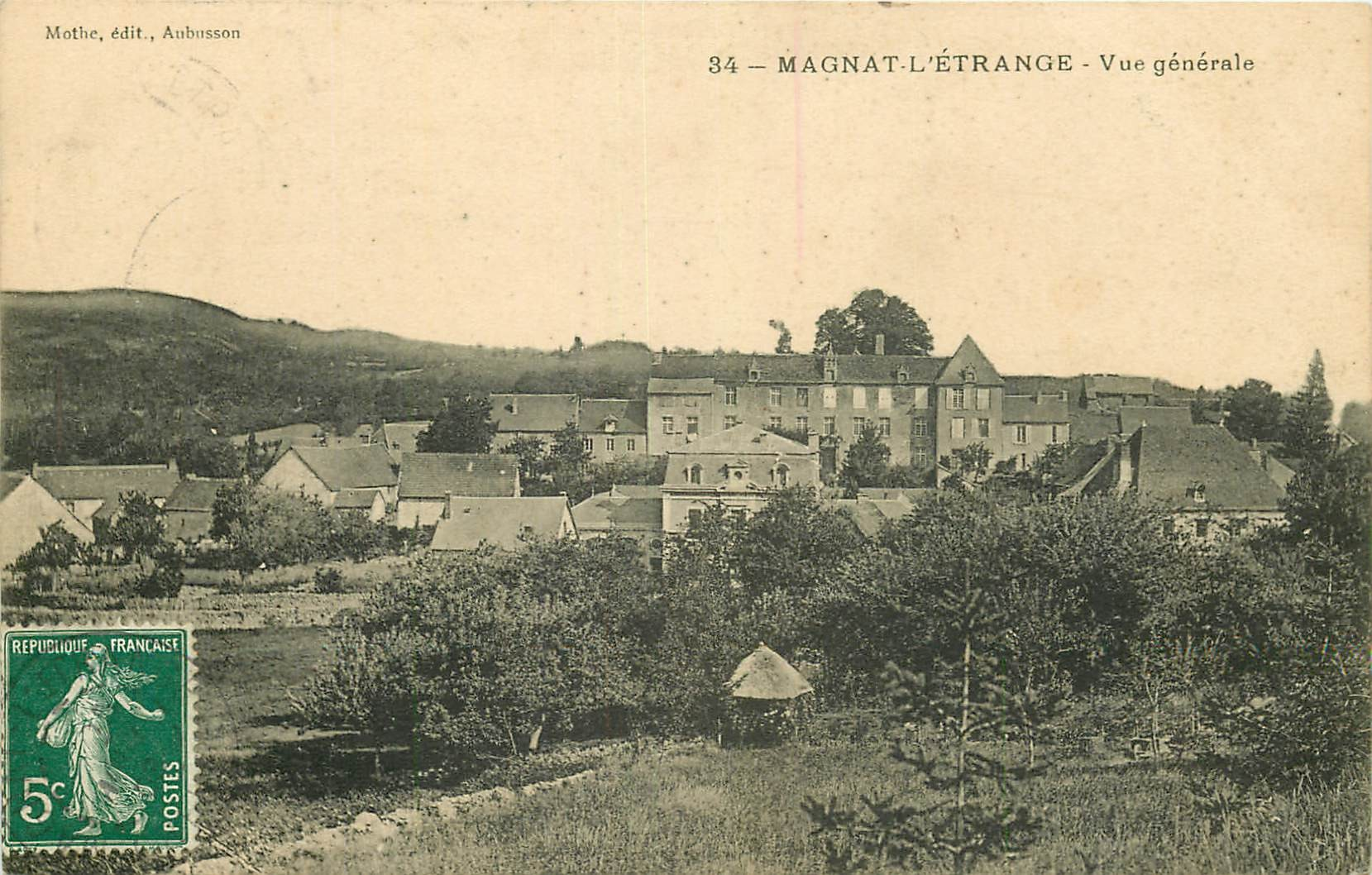
Vue générale

### Le chou de Magnat
Vers 1760, lors d’un séjour en Russie, le marquis de Lestrange, baron de Magnat, remarque dans les jardins de Saint-Pétersbourg, une variété de choux pommés (ou choux cabus) particulièrement résistante au froid, peu exigeante pour la qualité du terrain et de conservation facile.
Le marquis de Lestrange se dit probablement que cette plante permettrait à sa région, pauvre, de mieux passer les hivers longs, froids et rigoureux. Il ramena en conséquence des graines et la méthode de culture et de conservation. La réussite dépassa son espérance et dès 1884 la culture de ce chou sera très développée et son « exportation » se fera vers le reste de la Creuse, le Cantal, la Corrèze et le Puy-de-Dôme.
Au-delà de ces qualités de résistance, ce chou peut mesurer jusqu’à 1,20 m de diamètre, peser 20 kg et se conserve en terre, tête retournée.
Aujourd’hui, Magnat et la commune voisine de Beissat fêtent toujours ce chou. Cette fête, généralement organisée en mai et octobre, animée par l’association éponyme, permet d’acheter des graines, des plants, et d’échanger sur la meilleure façon de soigner ces choux ou de les cuisiner.

## Politique et administration

### Rattachements administratifs et électoraux

#### Rattachements administratifs
La commune se trouve  dans l'arrondissement d’Aubusson du département de la Creuse.
Elle faisait partie depuis 1801 du canton de La Courtine. Dans le cadre du redécoupage cantonal de 2014 en France, cette circonscription administrative territoriale a disparu, et le canton n'est plus qu'une circonscription électorale.

#### Rattachements électoraux
Pour les élections départementales, la commune fait partie depuis 2014 du canton d'Auzances
Pour l'élection des députés, elle fait partie de la circonscription de la Creuse.

### Intercommunalité
Magnat-l'Étrange était membre de la petite  communauté de communes des Sources de la Creuse, un établissement public de coopération intercommunale (EPCI) à fiscalité propre créé fin 2001 et auquel la commune avait transféré un certain nombre de ses compétences, dans les conditions déterminées par le code général des collectivités territoriales.
Dans le cadre des dispositions de la loi portant nouvelle organisation territoriale de la République du 7 août 2015, qui prévoit que les établissements publics de coopération intercommunale (EPCI) à fiscalité propre doivent avoir un minimum de 15 000 habitants, cette intercommunalité a fusionné avec ses voisines pour former, le 1er janvier 2017, la communauté de communes dénommée Haute-Corrèze Communauté, dont est désormais membre la commune.

### Liste des maires
| Période                                  | Période                        | Identité        | Étiquette | Qualité                                                    |
| ---------------------------------------- | ------------------------------ | --------------- | --------- | ---------------------------------------------------------- |
| Les données manquantes sont à compléter. |                                |                 |           |                                                            |
|                                          |                                |                 |           |                                                            |
| juin 1995                                | mars 2001                      | Philippe Breuil | PS        | Enseignant Conseiller général de La Courtine (2001 → 2015) |
| mars 2001                                | 2014                           | Lucien Mestat   |           |                                                            |
| 2014                                     | mai 2020                       | Philippe Breuil | PS        | Enseignant Conseiller général de La Courtine (2001 → 2015) |
| mai 2020                                 | avril 2022                     | Carole Picano   |           | Agricultrice Démissionnaire                                |
| juillet 2022                             | En cours (au 16 décembre 2022) | Jérémy Brugère  |           | Agriculteur                                                |

## Démographie
En 2022 , la commune de Magnat-l'Étrange comptait 240 habitants. À partir du XXIe siècle, les recensements réels des communes de moins de 10 000 habitants ont lieu tous les cinq ans. Les autres chiffres sont des estimations.
| 1793  | 1800  | 1806  | 1821  | 1831  | 1836  | 1841  | 1846  | 1851  |
| ----- | ----- | ----- | ----- | ----- | ----- | ----- | ----- | ----- |
| 1 200 | 1 108 | 1 220 | 1 390 | 1 373 | 1 530 | 1 571 | 1 604 | 1 638 |

| 1856  | 1861  | 1866  | 1872  | 1876  | 1881  | 1886  | 1891  | 1896  |
| ----- | ----- | ----- | ----- | ----- | ----- | ----- | ----- | ----- |
| 1 579 | 1 595 | 1 607 | 1 712 | 1 842 | 1 696 | 1 825 | 1 592 | 1 652 |

| 1901  | 1906  | 1911  | 1921 | 1926 | 1931 | 1936 | 1946 | 1954 |
| ----- | ----- | ----- | ---- | ---- | ---- | ---- | ---- | ---- |
| 1 609 | 1 508 | 1 505 | 960  | 954  | 828  | 819  | 703  | 559  |

| 1962 | 1968 | 1975 | 1982 | 1990 | 1999 | 2006 | 2007 | 2012 |
| ---- | ---- | ---- | ---- | ---- | ---- | ---- | ---- | ---- |
| 460  | 462  | 384  | 318  | 245  | 212  | 229  | 231  | 222  |

| 2017 | 2022 | - | - | - | - | - | - | - |
| ---- | ---- | - | - | - | - | - | - | - |
| 242  | 240  | - | - | - | - | - | - | - |

## Économie
La commune comporte plusieurs exploitations agricoles, pratiquant principalement l'élevage bovin.

## Culture locale et patrimoine

### Lieux et monuments

#### Patrimoine civil
- Le château de Magnat, du début de XVIIe siècle, partiellement en ruine, avec maçonneries du XIIIe siècle, est inscrit en 1943 au titre des monuments historiques[13],[32].
- Le château du Bost, propriété privée, a été construit vers l'an 1300 par les du Plantadis et été restauré vers 1900[33].
- Huit moulins à eau des XVIIIe et XIXe siècles ont été identifiés sur le territoire communal[34].
- Le barrage de la Rozeille, ou barrage de Beissat,  d'une longueur de 172 mètres et haut de 18 mètres, construit en 1983, est situé un kilomètre et demi au sud-ouest du bourg de Magnat, le plan d'eau étant partagé avec la commune voisine de Beissat.

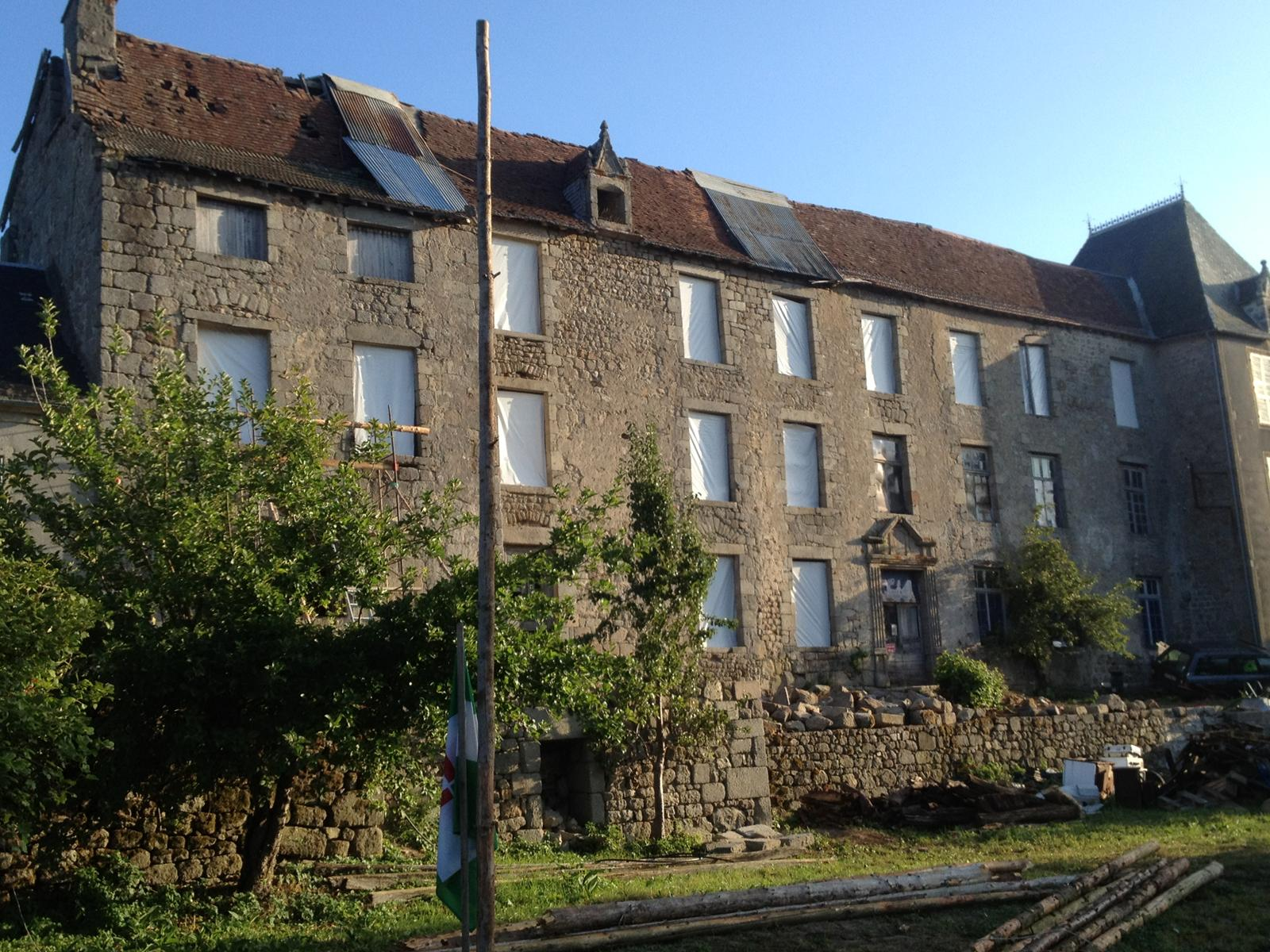
La façade sud du château de Magnat après rénovation en 2012.
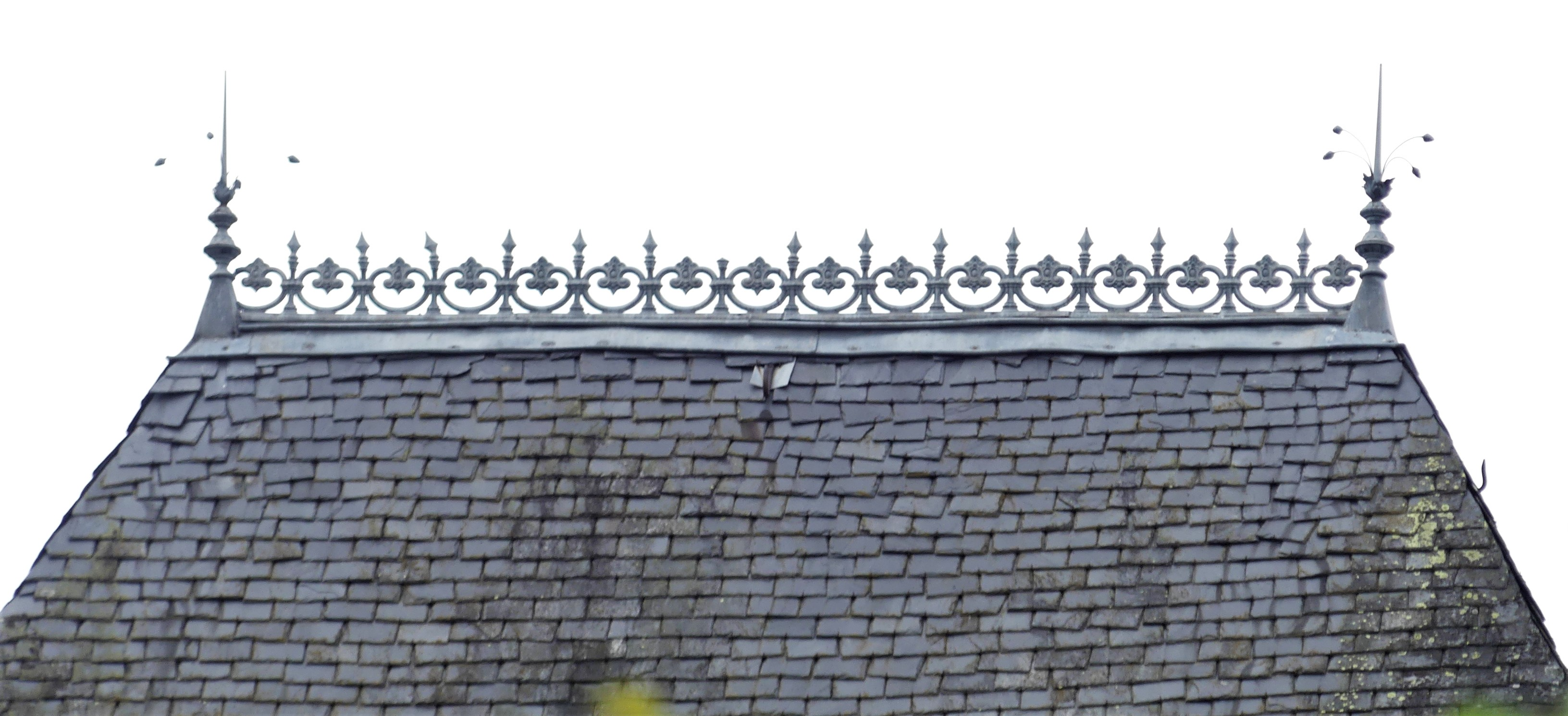
Faîtage du château de Magnat en 2018.
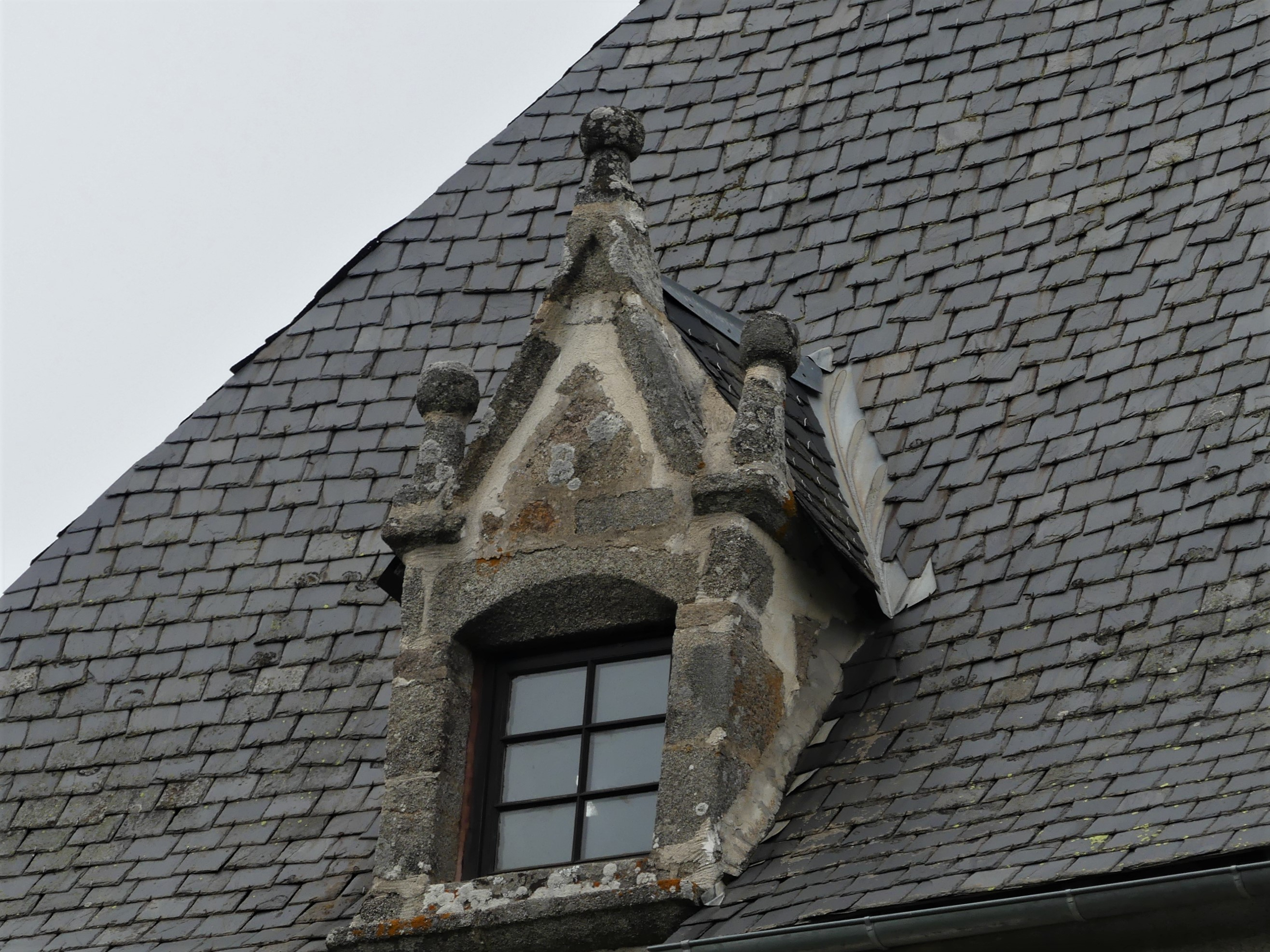
Lucarne du château de Magnat en 2018.
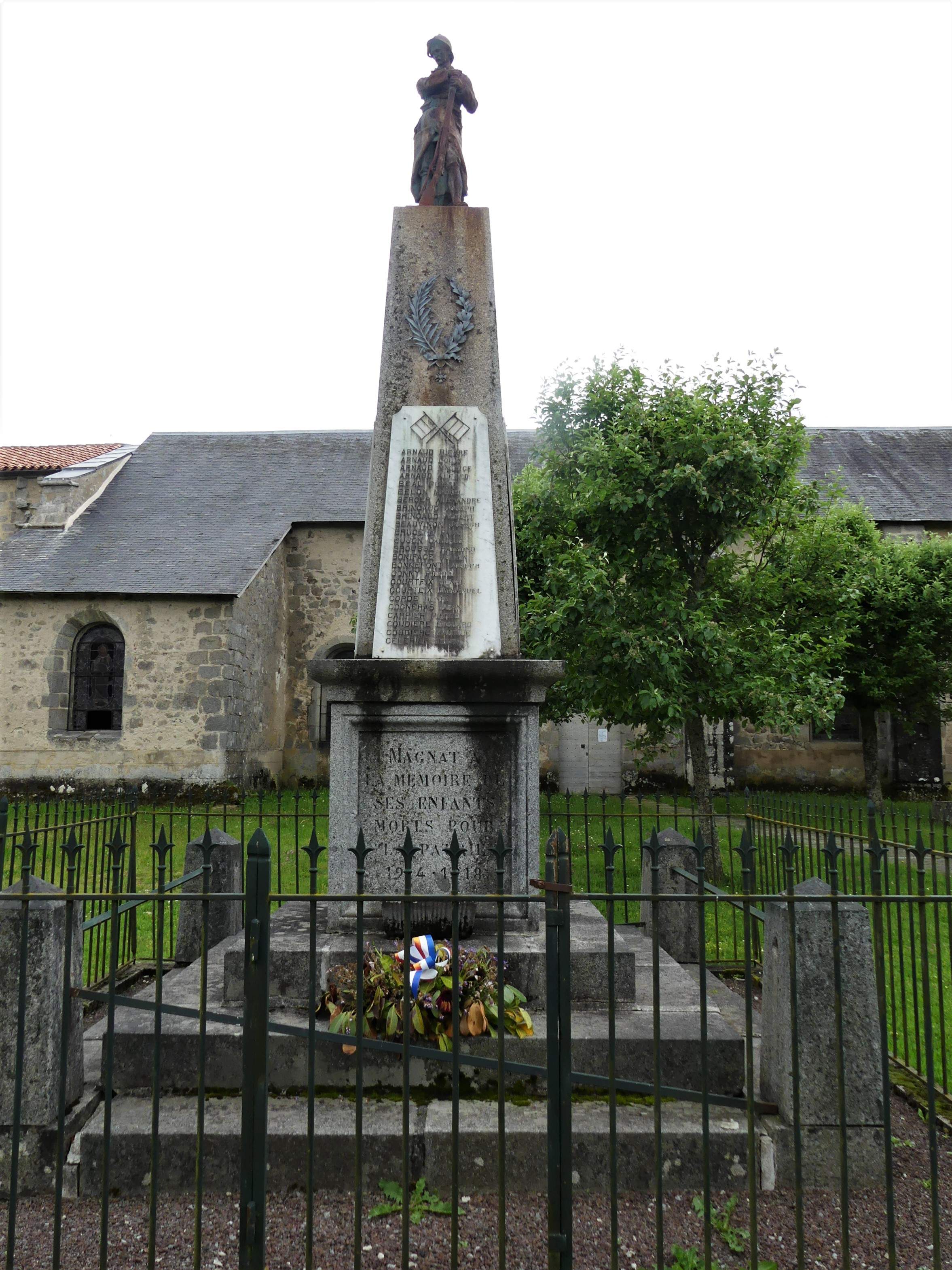
Le monument aux morts.

#### Patrimoine religieux
- Le prieuré de Magnat, construit vers 764, était placé sous le double vocable de saint Pardoux et de l'Assomption de la Vierge. Après sa destruction par les Normands au IXe siècle, il a été reconstruit au XIIIe siècle, à nouveau détruit trois siècles plus tard par les Protestants, et à nouveau rebâti avant d'être définitivement détruit[23] à la Révolution française.
- L'église de l'Assomption-de-la-Très-Sainte-Vierge, romane datée du XIIe siècle et remaniée aux XVIe et XVIIe siècles, a été reconsacrée en 1523, comme le précise l'inscription (devenue presque illisible avec le temps) sous une fenêtre[35]. Classée en 1943 au titre des monuments historiques[36],[14], l'église se caractérise par deux clochers-murs qui sont placés perpendiculairement, l’un formant la façade occidentale de l’édifice, l’autre étant dans le prolongement du mur Nord de la nef.

Ce double clocher fait l’objet d’une légende :

« Avant de partir en croisade, le seigneur de Magnat promit au curé de la paroisse, s’il revenait vivant de son périple, de payer un clocher pour l’église. Mais son absence se prolongea et sa femme prit un amant. Désirant l’épouser, elle acheta l’accord du curé en payant le clocher promis par son mari. Mais malchance pour elle, son mari revint d’Orient quelque temps après. Il tua la femme et l’amant mais, ayant promis le clocher à un homme d’église, le fit construire malgré tout, ce qui explique la présence des deux clochers. »

À l'intérieur, le maître-autel est composé d'un remarquable ensemble autel-tabernacle-retable du XVIIe siècle inscrit en 1987 au titre des monuments historiques. Il est agrémenté de statues de la même époque représentant saint Martial et saint Roch et quatre anges, toutes les six inscrites au titre des monuments historiques, ainsi que la Vierge de l'Assomption, classée en 1988. L'église et le retable ont fait l'objet d'une restauration par les monuments historiques en 2016-2017. Les vitraux sont l'œuvre de Charles Lagaye en 1879, et 1887, et de Charles Borie vers 1929,,,.
- Datées du XVIIe au XXe siècle, 25 croix monumentales ont été recensées sur le territoire communal[51].
- La croix de cimetière, restaurée en 1869, date peut-être du XVIIe siècle[52].
- Une fontaine de dévotion dédiée à saint Roch a été érigée à la sortie du bourg de Magnat[53].

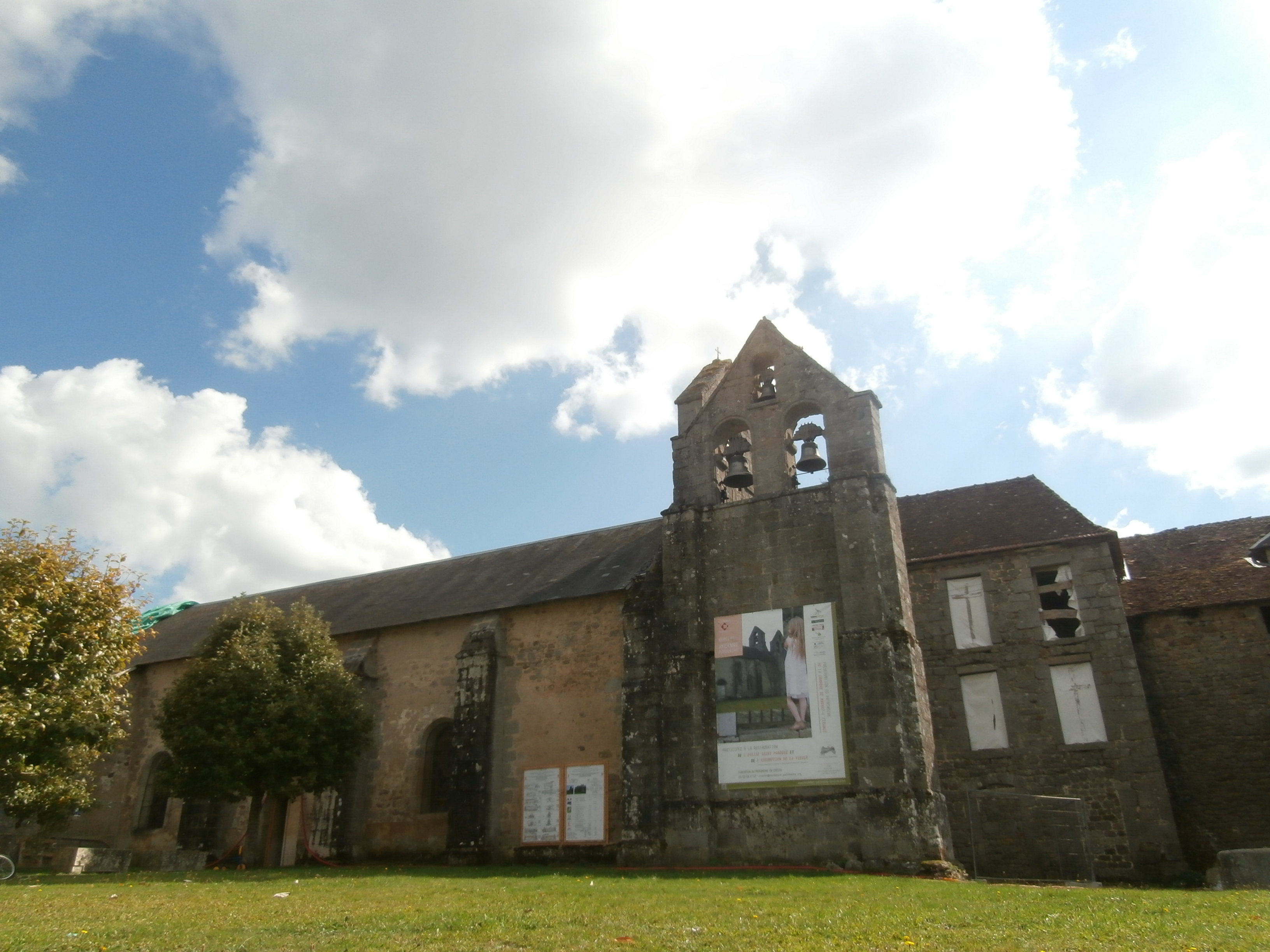
L'église.
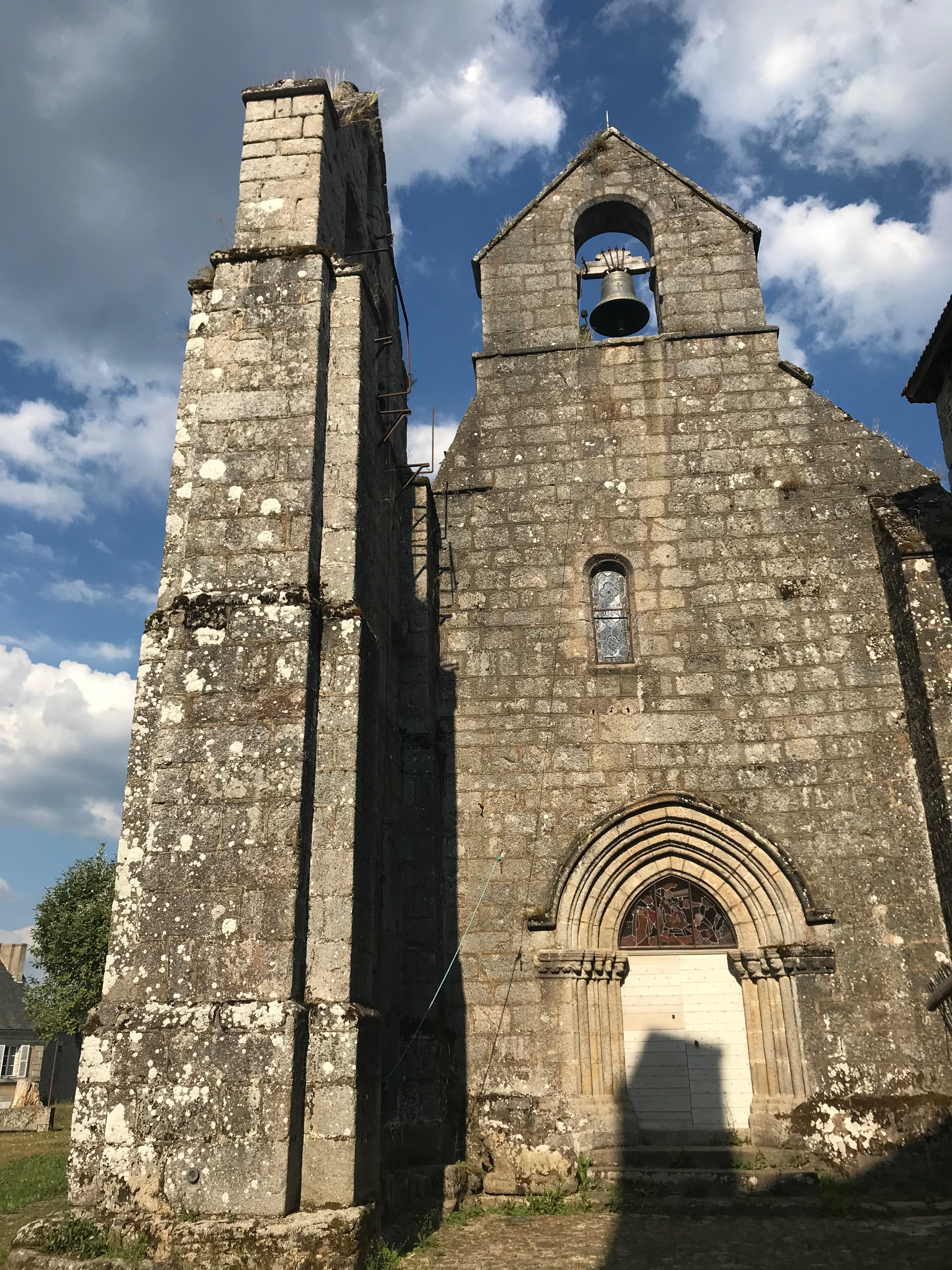
Le double clocher-mur.
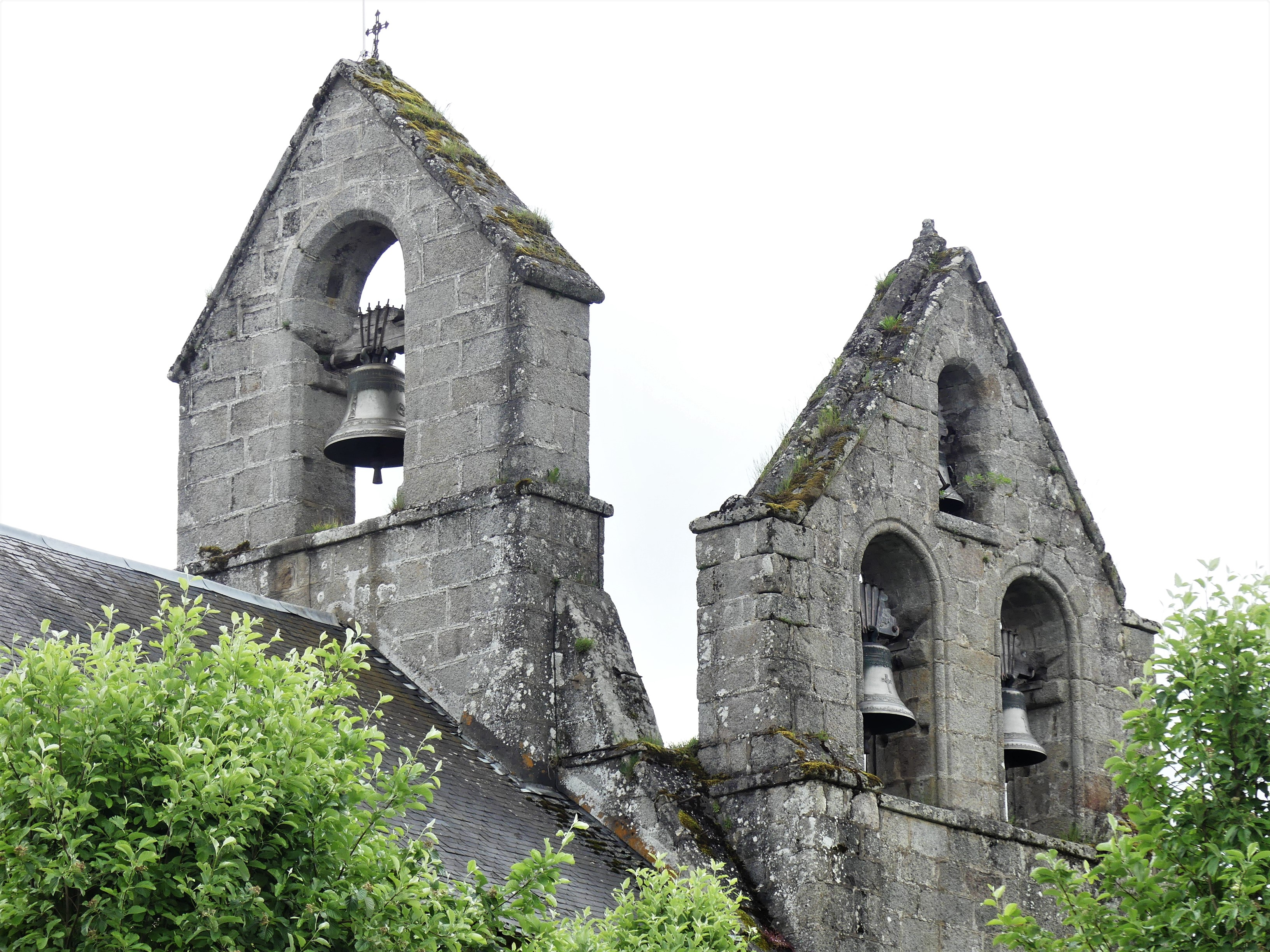
Le double clocher-mur.
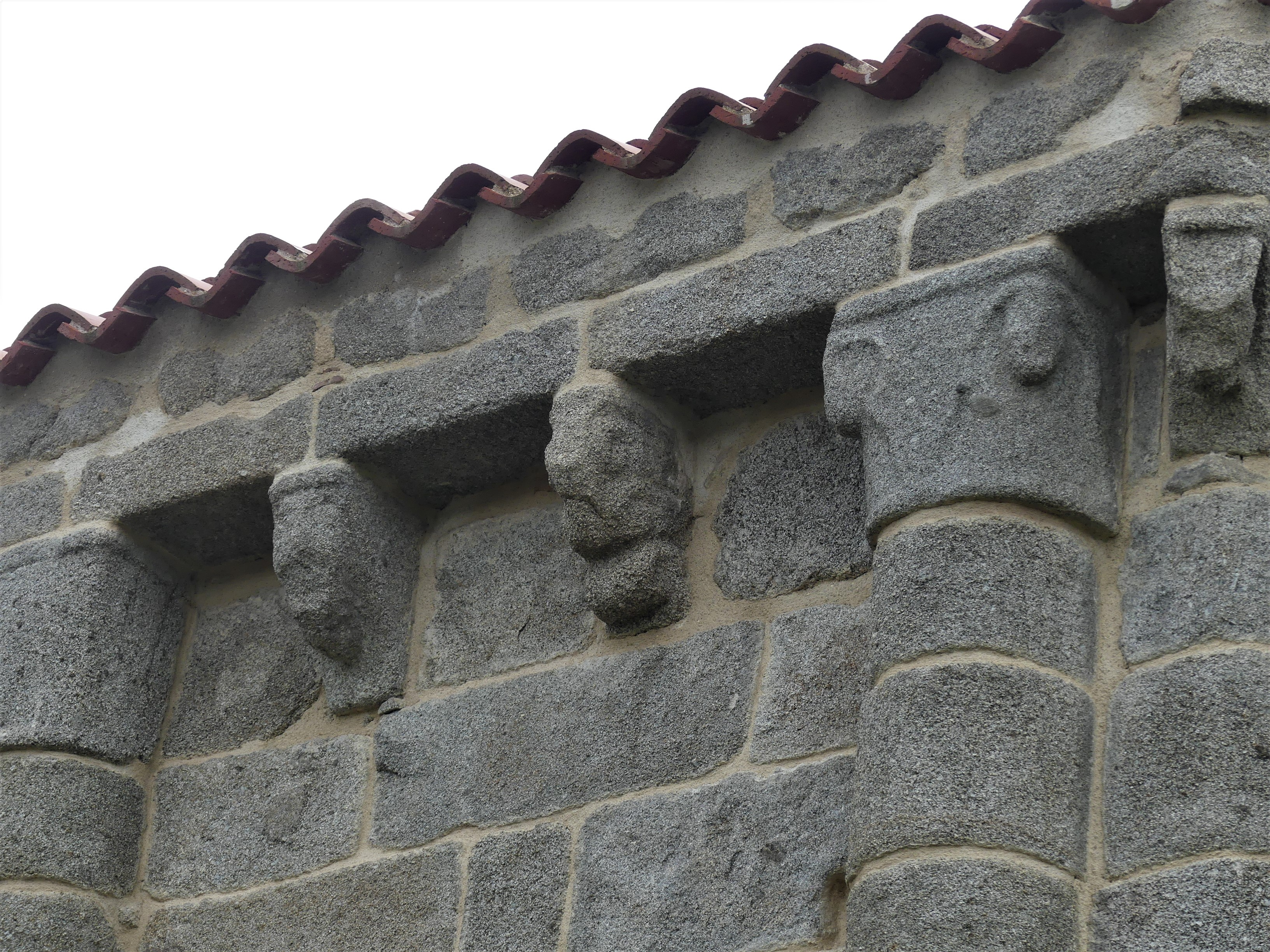
Modillons et chapiteau sculpté.
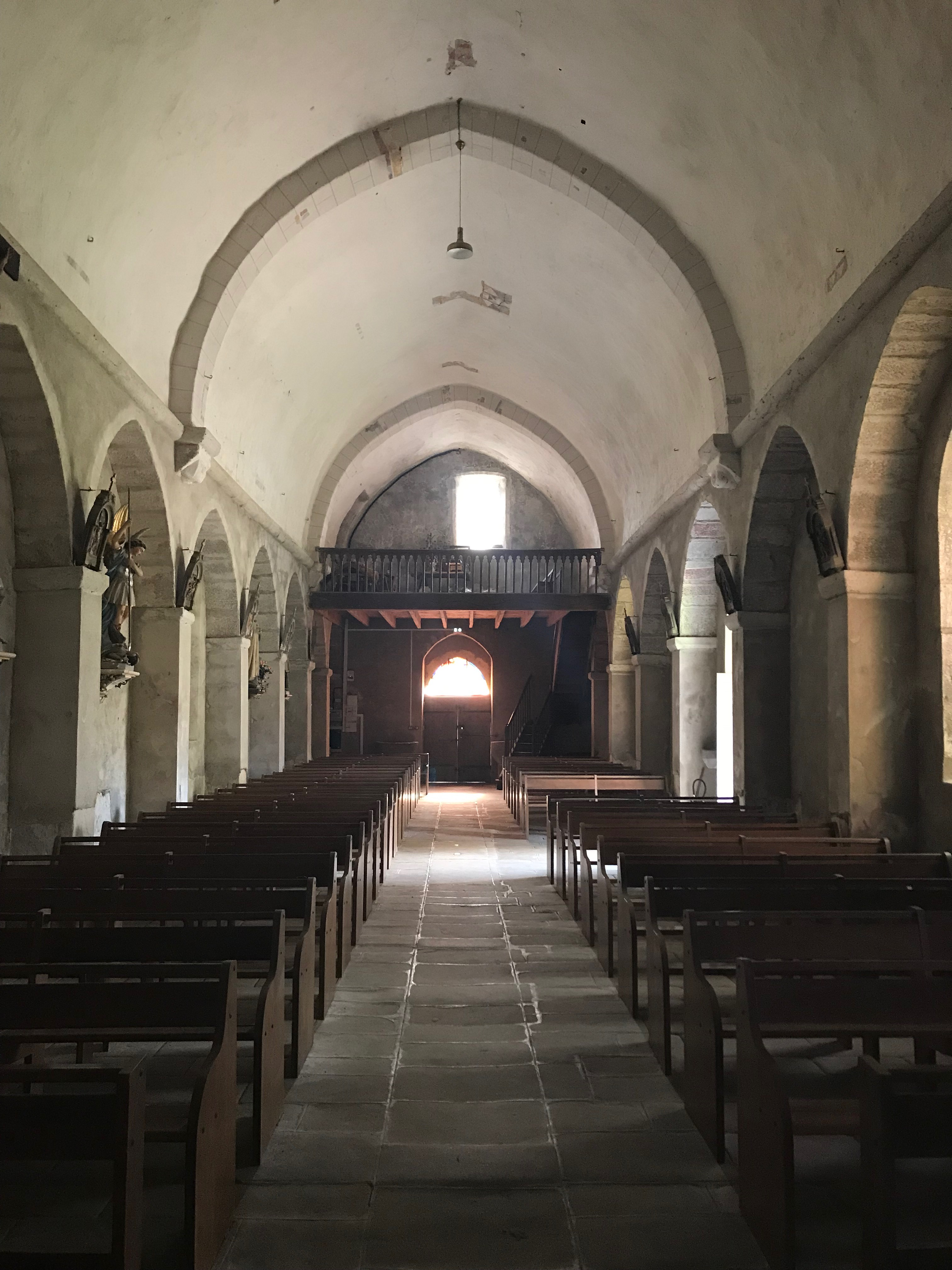
La nef.
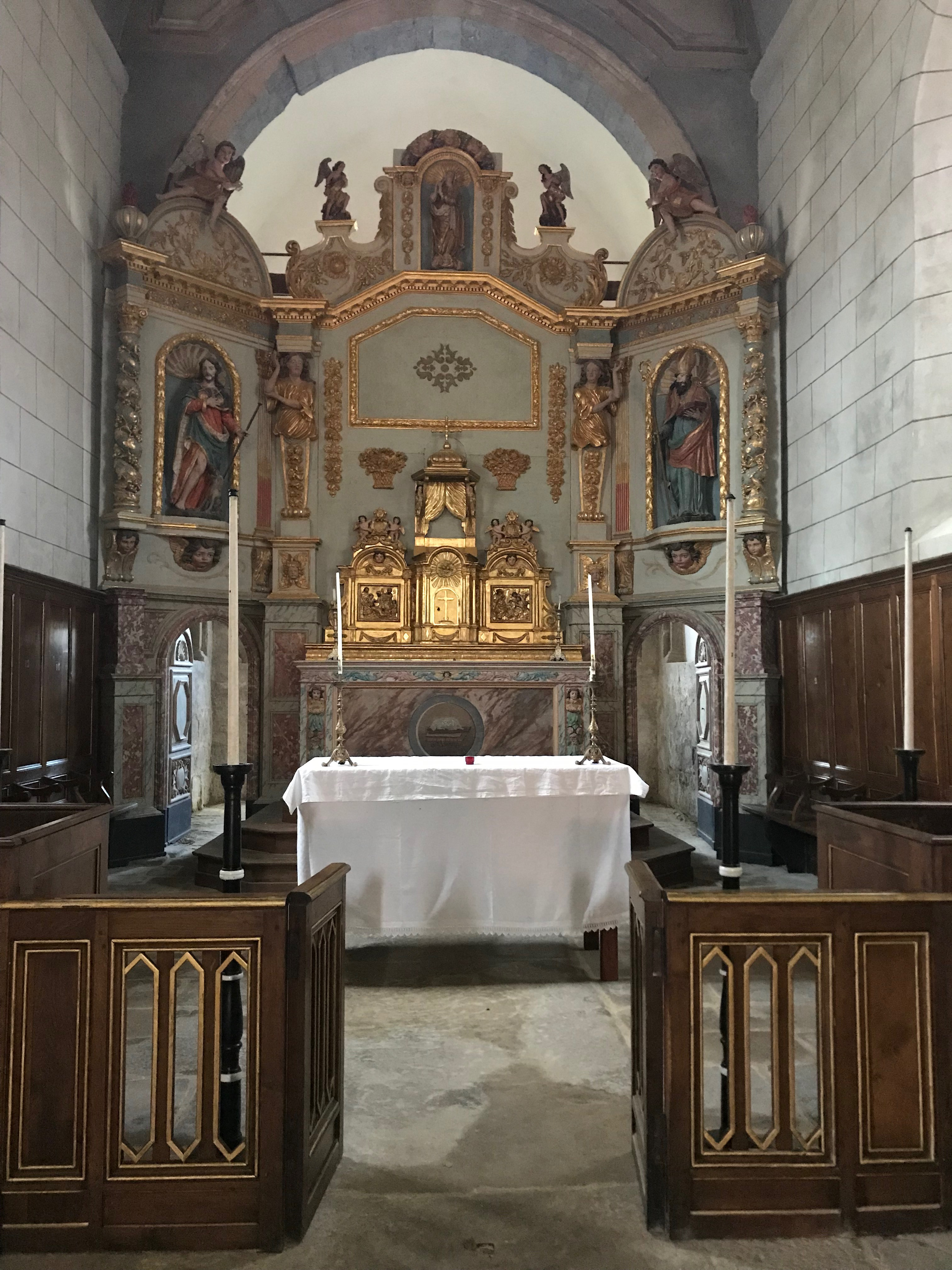
Le retable.
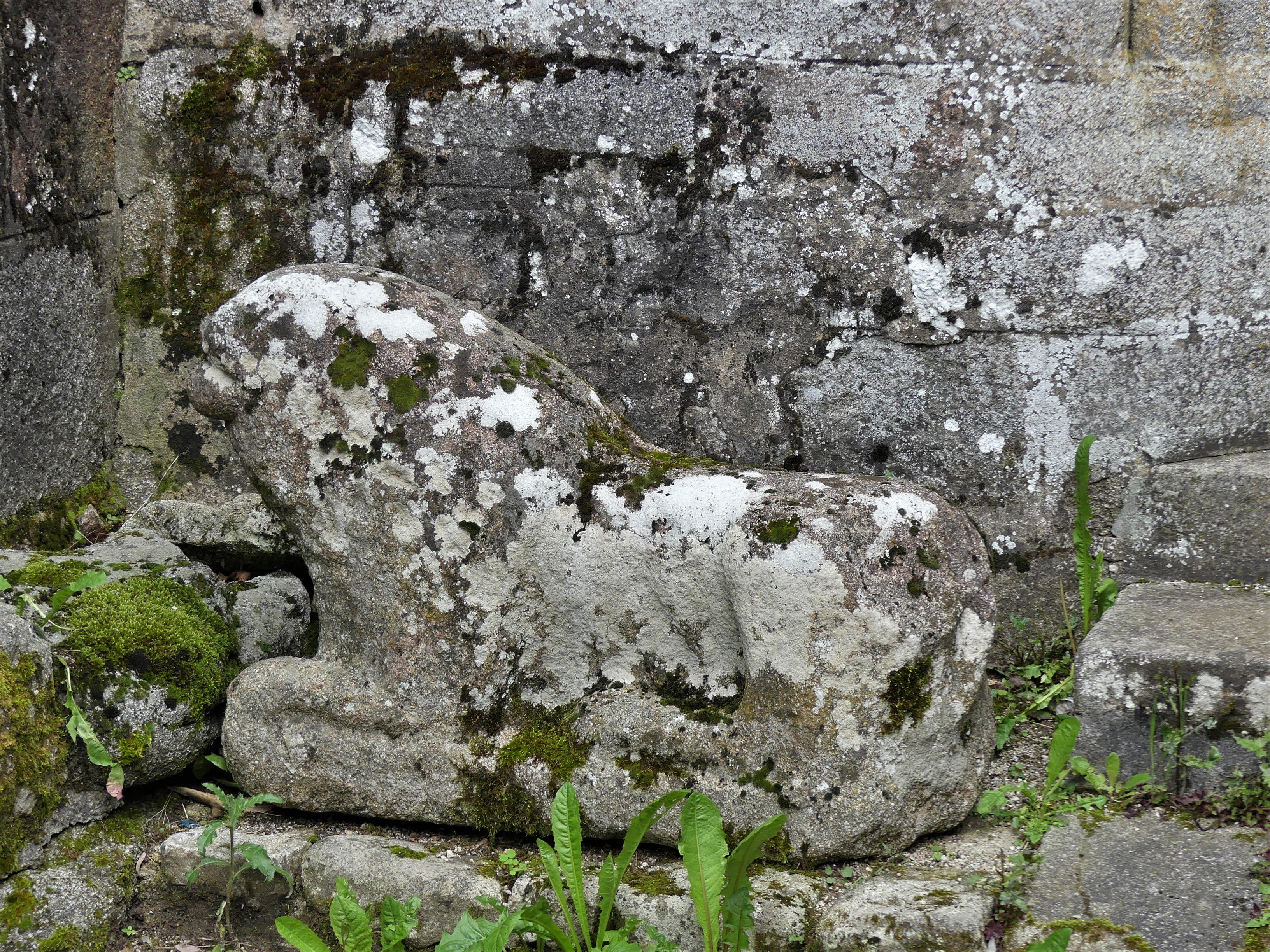
Statue de lion du XIIIe ou XIVe siècle.

### Magnat-l'Étrange dans la les arts et la culture
Magnat-l'Étrange est citée dans le poème d’Aragon, Le conscrit des cent villages, écrit comme acte de résistance intellectuelle de manière clandestine au printemps 1943, pendant la Seconde Guerre mondiale. La commune est également le lieu de l'intrigue de la bande-dessinée Intrus à l'Étrange de Simon Hureau.

### Personnalités liées à la commune
- Louis de Manhac[Note 4], chevalier de l'ordre de Saint-Jean de Jérusalem, sénéchal de l'ordre, grand commandeur de Chypre, commandeur de Chamberaud et de la chambre magistrale de « Fenice et La Noyère » (milieu du XVe siècle)[55].
- Paul Fressanges du Bost (1886-1943) est un aviateur de la Première Guerre mondiale. Une  partie de ses origines familiales se trouvent au château du Bost, à Magnat-l'Étrange.